# Rainer Mattes
Rainer Mattes (* 1937 in Stuttgart) ist ein deutscher Chemiker, der Hochschullehrer am Institut für Anorganische und Analytische Chemie an der Universität Münster ist.
Mattes wurde 1963 bei Josef Goubeau an der Universität Stuttgart promoviert und war als Post-Doktorand 1965/66 an der Harvard University bei Eugene G. Rochow. 1970 habilitierte er sich in Münster und wurde dort 1971 Professor. 1990 bis 2001 war er Prorektor der Universität. Einen Ruf nach Stuttgart-Hohenheim lehnte er ab.
1981 war er Gastprofessor an der University of Sydney. 
Er befasst sich mit Fluor-Komplexen, Polyoxometallaten und Koordinationsverbindungen (Synthese, Entwicklung und Chemie makrozyklischer Liganden und ihrer Übergangsmetallkomplexe).